# Audi Forum Ingolstadt
Das Audi Forum Ingolstadt ist ein Gebäudekomplex der Audi AG am größten Standort des Unternehmens in Ingolstadt. Am 15. Dezember 2000 wurde das Audi Forum Ingolstadt eröffnet. Auf dem rund 77.000 Quadratmeter großen Gelände befindet sich das Audi museum mobile, ein Kundencenter, Tagungsräume, wechselnde Ausstellungen, gastronomische Einrichtungen und ein Programmkino. Jährlich hat das Forum rund 400.000 Besucher.

## Audi museum mobile
Das Audi museum mobile befasst sich mit der Geschichte der Audi AG und ihrer Vorgängerfirmen. Zur Ausstellung zählen über 100 Autos, Zweiräder und multimediale Exponate. Es gibt insgesamt drei Ausstellungsebenen, die jeweils einen historischen Überblick über die verschiedenen Epochen der Automobilbranche geben. Angegliedert ist ein Museumsladen.

## Neuwagenabholung, Kundencenter und Service
Personen, die einen Neuwagen der Marke Audi gekauften haben, können diesen im Kundencenter des Audi Forum Ingolstadt abholen. Das Gebäude wurde 1992 eröffnet. Auf einer 2.400 Quadratmeter großen Fläche werden täglich Neuwagen übergeben.
Das 1999 eröffnete Gebäude „Markt und Kunde“ beherbergt auf über 21.000 Quadratmetern Fläche im Erdgeschoss sowie in fünf Obergeschossen unterschiedliche Servicebereiche, darunter eine Filiale der Audi Bank, ein Reisebüro und Konferenzräume.

## Gastronomie
Am Audi Forum Ingolstadt gibt es verschiedene Restaurants, die das Unternehmen Mövenpick betreibt. Das Marktrestaurant bietet Platz für 300 Gäste. Neben dem Marktrestaurant und dem Restaurant AVUS befindet sich im Verbindungsgebäude zwischen Audi museum mobile und Kundencenter eine Bar & Lounge.

## Audi Programmkino
Seit 2002 zeigt das Audi Programmkino im Audi Forum Ingolstadt täglich internationale Filme. Das Filmkunsttheater hat 75 Plätze. Das Programmkino wurde bereits mehrfach für sein Jahresfilmprogramm und sein Dokumentar- und Kurzfilmprogramm vom Staatsministerium für Kultur und Medien sowie der FilmFernsehFonds Bayern ausgezeichnet.

## Platzgestaltung
Der Platz wurde nach Plänen des italienischen Universitätsprofessor Vittorio Magnago Lampugnani und dem Ingolstädter Landschaftsarchitekten Wolfgang Weinzierl erbaut.

## Veranstaltungen
Am Audi Forum Ingolstadt finden regelmäßig Veranstaltungen statt. In Zusammenarbeit mit dem Birdland Jazz Club Neuburg veranstaltet das Audi Forum Ingolstadt jährliche mehrere Jazzkonzerte. In der Vergangenheit spielten beispielsweise das Count Basie Orchestra, Freddie Hubbard, Paul Kuhn, das Pasadena Roof Orchestra, Bill Ramsey, Freddie Cole oder Max Greger junior im Audi Forum Ingolstadt. Neben den monatlichen Konzerten im Audi museum mobile bietet die Bar & Lounge jeden Donnerstag Live-Musik in der „After Work Jazz Lounge“.
Im Rahmen der Veranstaltungsreihe Audi.torium kommen mehrmals im Jahr verschiedene Gesprächspartner ins Audi Forum Ingolstadt. Die Veranstaltung wird von einem Moderator geführt. Am darauffolgenden Abend findet das Audi.torium am Audi Forum Neckarsulm statt.